# Bahamas i olympiska spelen
Bahamas deltog första gången vid olympiska sommarspelen 1952 i Helsingfors och har sedan dess varit med vid varje olympiskt sommarspel förutom vid spelen 1980 i Moskva som de bojkottade. De har aldrig deltagit vid de olympiska vinterspelen.
Bahamas har totalt vunnit 14 medaljer, alla inom friidrott och segling.

## Medaljer
| Guld | Silver | Brons | Totalt antal medaljer |
| ---- | ------ | ----- | --------------------- |
| 6    | 2      | 6     | 14                    |

### Medaljer efter sommarspel
| Spel                                    | Guld        | Silver      | Brons       | Totalt      |
| Helsingfors 1952                        | 0           | 0           | 0           | 0           |
| Melbourne 1956 (ryttarspel i Stockholm) | 0           | 0           | 1           | 1           |
| Rom 1960                                | 0           | 0           | 0           | 0           |
| Tokyo 1964                              | 1           | 0           | 0           | 1           |
| Mexico City 1968                        | 0           | 0           | 0           | 0           |
| München 1972                            | 0           | 0           | 0           | 0           |
| Montréal 1976                           | 0           | 0           | 0           | 0           |
| Moskva 1980                             | Deltog inte | Deltog inte | Deltog inte | Deltog inte |
| Los Angeles 1984                        | 0           | 0           | 0           | 0           |
| Seoul 1988                              | 0           | 0           | 0           | 0           |
| Barcelona 1992                          | 0           | 0           | 1           | 1           |
| Atlanta 1996                            | 0           | 1           | 0           | 1           |
| Sydney 2000                             | 2           | 0           | 1           | 3           |
| Aten 2004                               | 1           | 0           | 1           | 2           |
| Peking 2008                             | 0           | 1           | 1           | 2           |
| London 2012                             | 1           | 0           | 0           | 1           |
| Rio de Janeiro 2016                     | 1           | 0           | 1           | 2           |
| Totalt                                  | 6           | 2           | 6           | 14          |

### Medaljer efter sporter
| Sport     | Guld | Silver | Brons | Totalt |
| Friidrott | 5    | 2      | 5     | 10     |
| Segling   | 1    | 0      | 1     | 2      |
| Totalt    | 6    | 2      | 6     | 14     |